# Мюспак-ле-О
Мюспа́к-ле-О (фр. Muespach-le-Haut) — коммуна на северо-востоке Франции в регионе Гранд-Эст (бывший Эльзас — Шампань — Арденны — Лотарингия), департамент Верхний Рейн, округ Альткирш, кантон Альткирш. До марта 2015 года коммуна административно входила в состав упразднённого кантона Феррет (округ Альткирш).
Площадь коммуны — 6,91 км², население — 933 человека (2006) с выраженной тенденцией к росту: 1023 человека (2012), плотность населения — 148,1 чел/км².

## Население
Численность населения коммуны в 2011 году составляла 1015 человек, а в 2012 году — 1023 человека.
| 1962 | 1968 | 1975 | 1982 | 1990 | 1999 | 2006 | 2007 | 2008 | 2011 | 2012 |
| ---- | ---- | ---- | ---- | ---- | ---- | ---- | ---- | ---- | ---- | ---- |
| 440  | 470  | 550  | 623  | 676  | 810  | 933  | 951  | 993  | 1015 | 1023 |

Динамика населения:

## Экономика
В 2010 году из 686 человек трудоспособного возраста (от 15 до 64 лет) 559 были экономически активными, 127 — неактивными (показатель активности 81,5 %, в 1999 году — 73,6 %). Из 559 активных трудоспособных жителей работали 522 человека (279 мужчин и 243 женщины), 37 числились безработными (21 мужчина и 16 женщин). Среди 127 трудоспособных неактивных граждан 46 были учениками либо студентами, 42 — пенсионерами, а ещё 39 — были неактивны в силу других причин.
На протяжении 2011 года в коммуне числилось 383 облагаемых налогом домохозяйства, в которых проживало 1008,5 человек. При этом медиана доходов составила 34004 евро на одного налогоплательщика.

## Достопримечательности (фотогалерея)

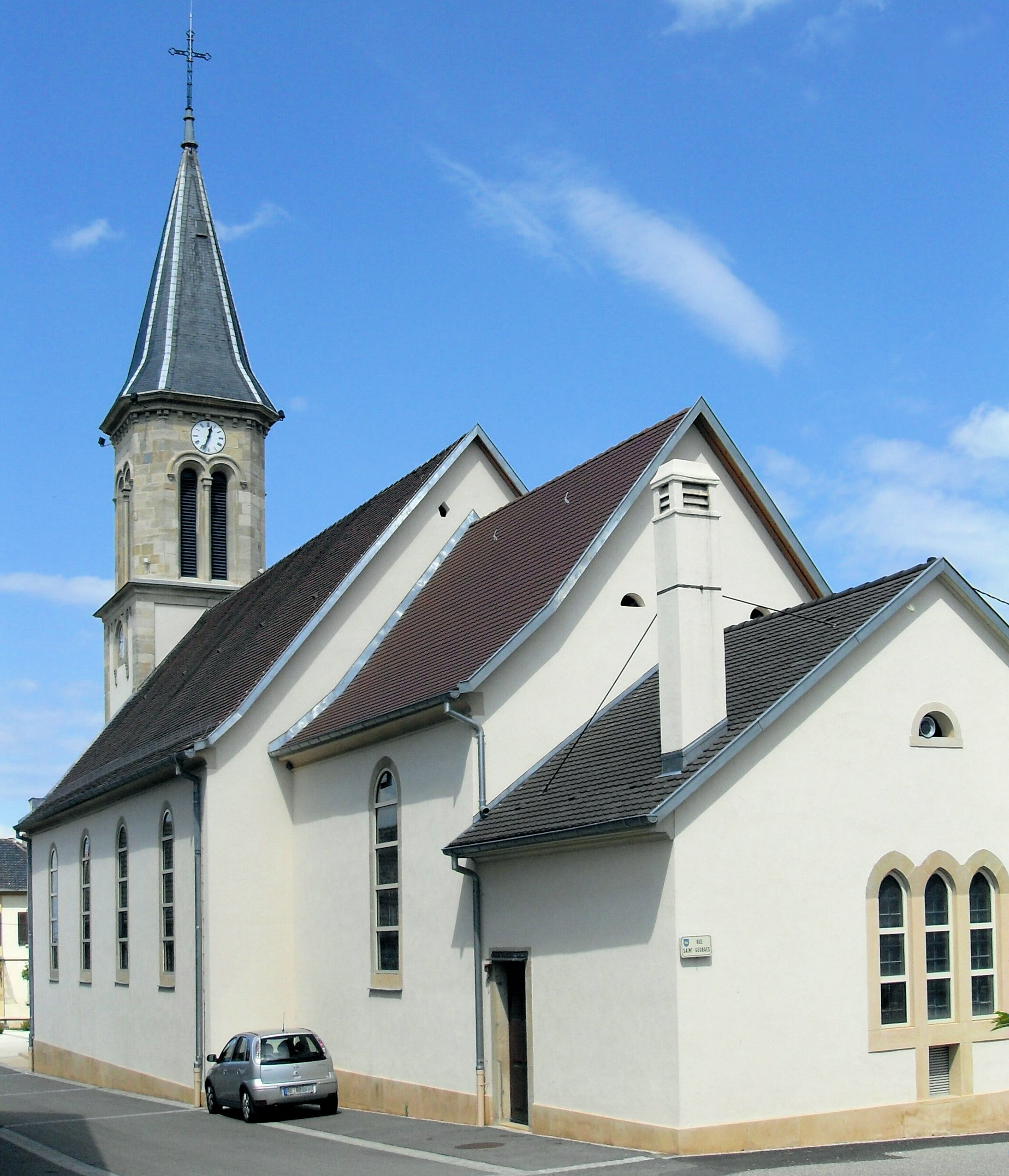
Церковь Святого Георга
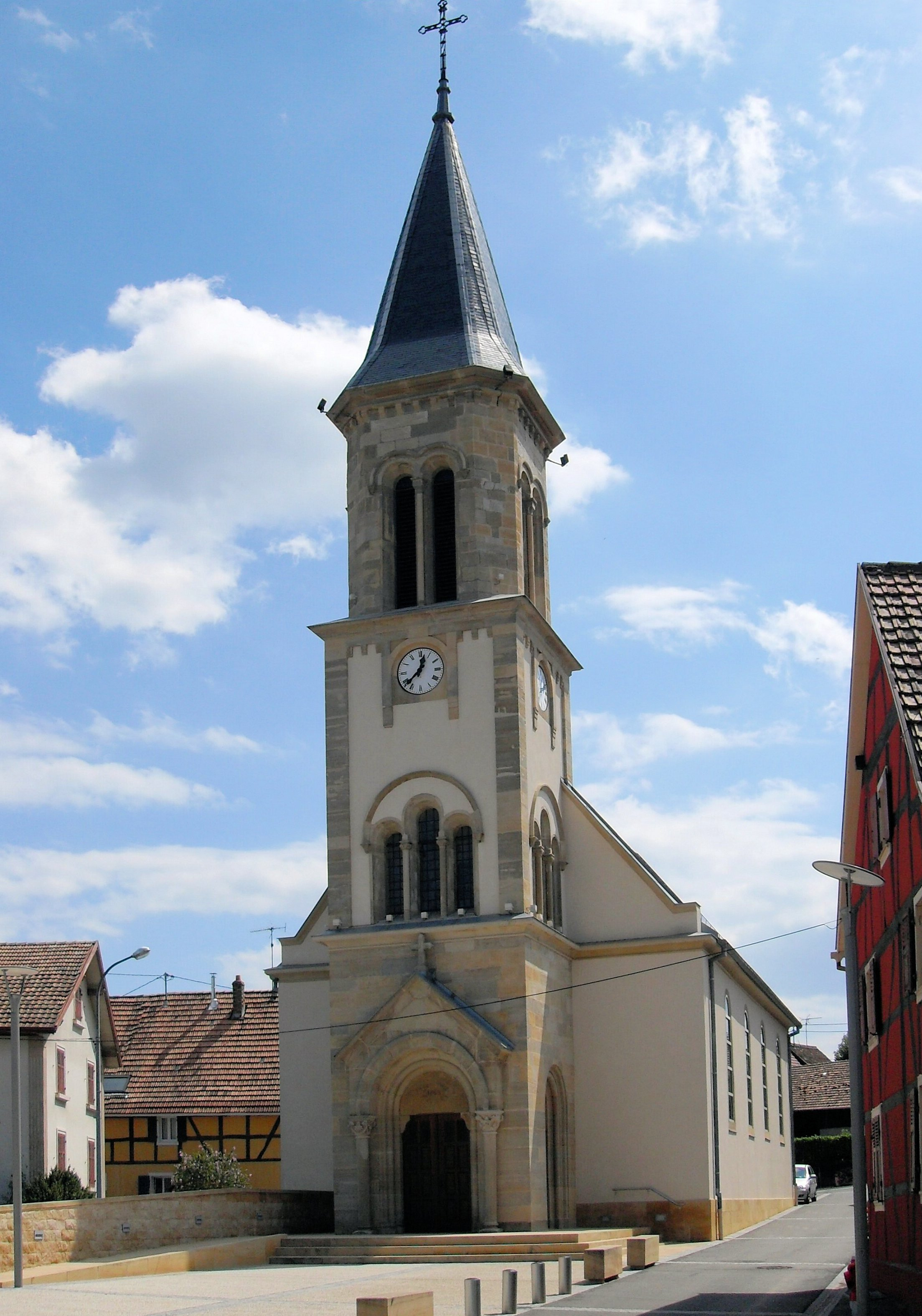
Колокольня
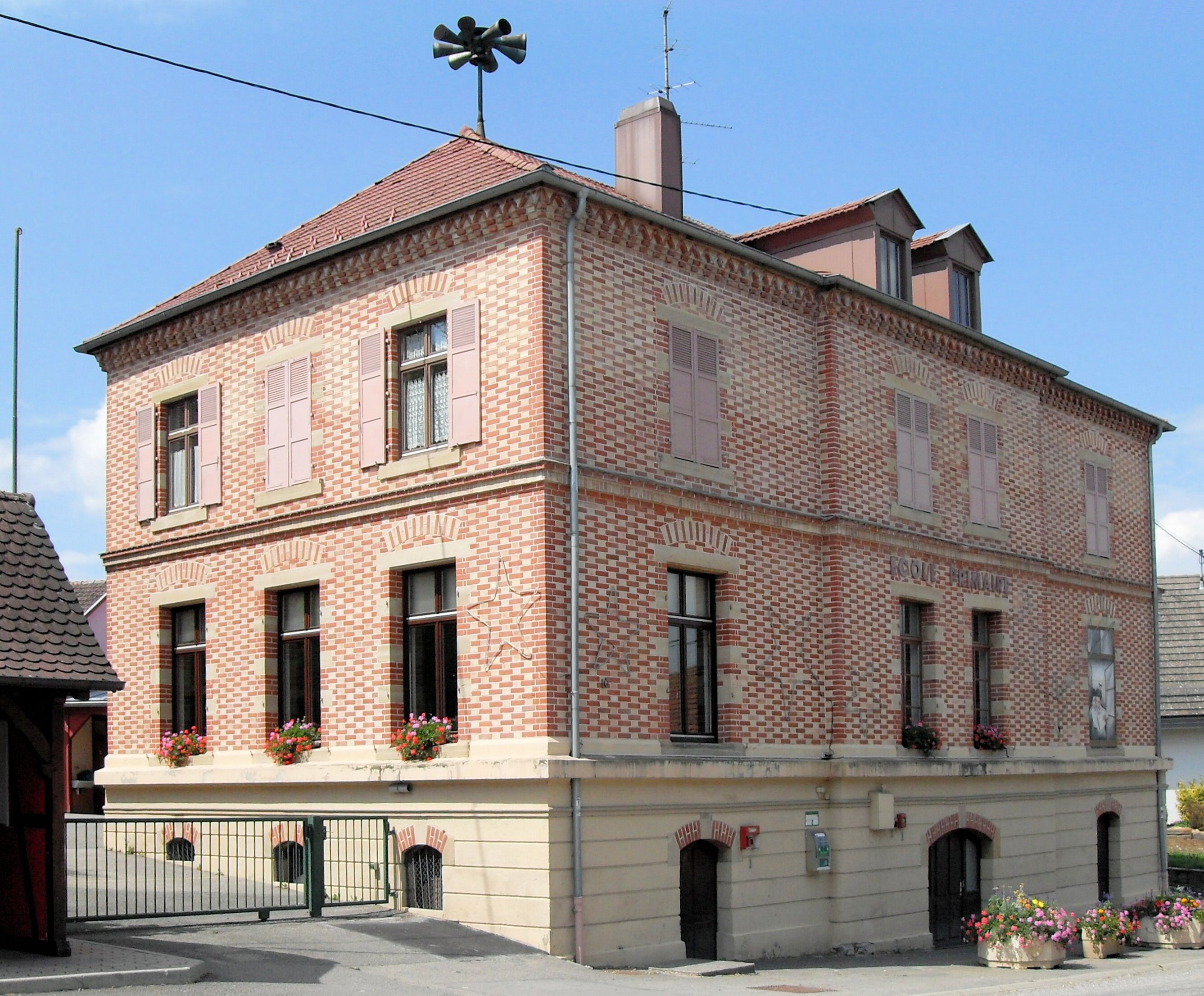
Здание школы